# Bout de Zan vole un éléphant
Pour plus de détails, voir Fiche technique et Distribution.
Bout de Zan vole un éléphant est un film muet français réalisé par Louis Feuillade et sorti en 1913.

## Synopsis

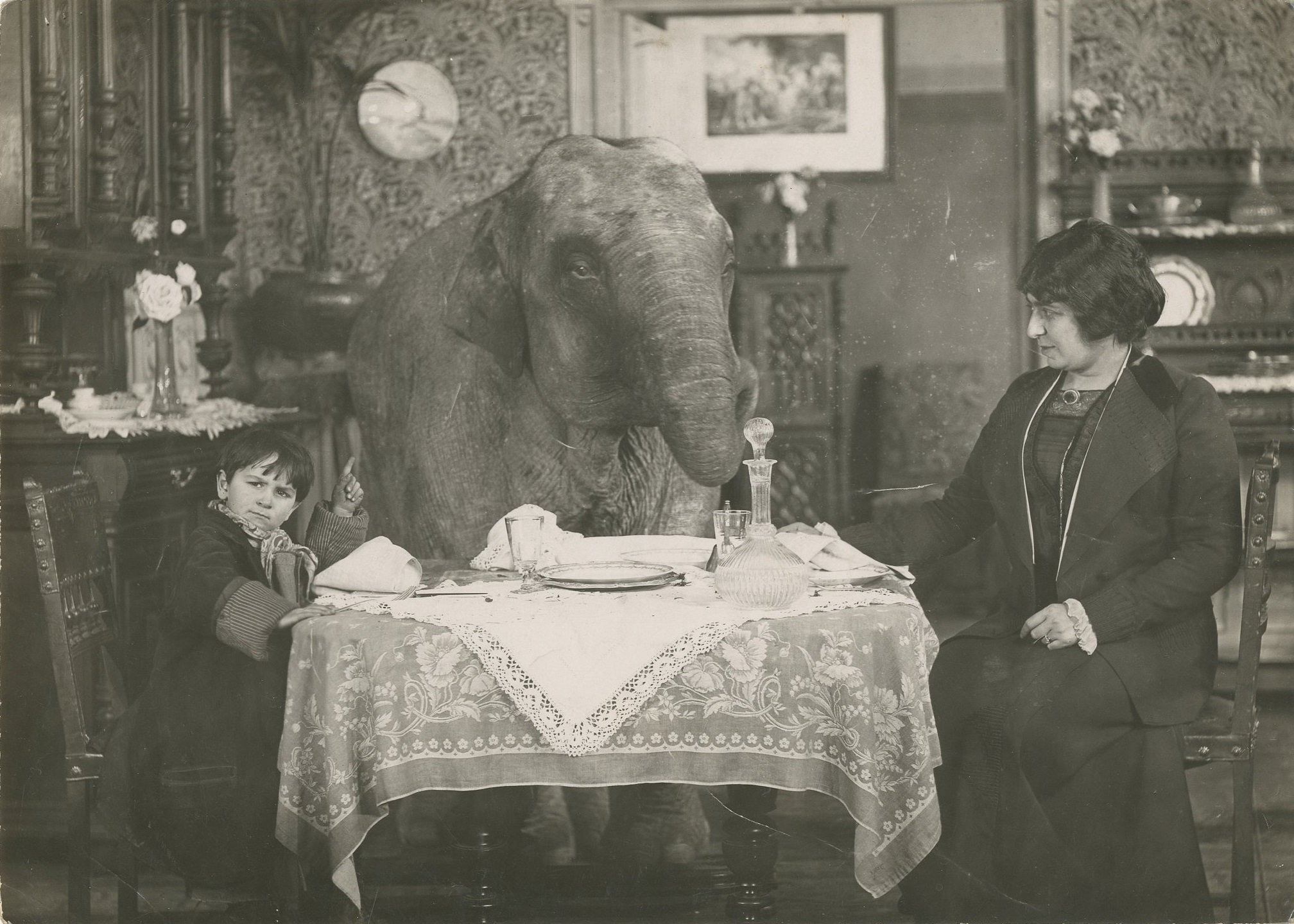
Bout-de-Zan et la dame charitable (Renée Carl) à table avec l'éléphant.

1er carton : Ce jour-là, en maraude sur les fortifications, Bout de Zan vit passer un étrange cortège.
2e carton : la nuit venue, Bout de Zan s’approchât du campement des forains pour mieux voir l'animal à long nez.
3e carton : Le produit du vol aida le voleur à s'enfuir...

## Fiche technique
- Réalisation et scénario : Louis Feuillade
- Société de production : Société des Etablissements L. Gaumont
- Format : Muet - Noir et blanc - 35 mm - 1,33:1
- Genre : Comédie
- Durée : 9 minutes
- Date de sortie : France : 2 mai 1913

## Distribution
- René Poyen : Bout de Zan
- Jeanne Saint-Bonnet : la bonne
- Renée Carl : la dame charitable
- Juliette Malherbe